# Adolf Sadar
Adolf Sadar, slovenski učitelj, * 10. maj 1873, Škofja Loka, † 9. november 1929, Ljubljana.

## Življenjepis
Izhaja iz učiteljske družine (gl. tudi brata Vendelin in Oton) in je med letoma 1879 in 1884 je obiskoval ljudsko šolo v Škofji Loki. Med letoma 1884 in 1888 je obiskoval gimnazijo v Kranju, v letih 1888 in 1889 pa gimnazijo v Ljubljani. Nato je med letoma 1889 in 1893 prav tam obiskoval tudi učiteljišče. Maturiral je leta 1893. Usposobljenostni izpit je opravil leta 1895.
Potem je med letoma 1893 in 1909 učil v Budanjah pri Vipavi. V letih 1909 in 1911 je bil na drugi mestni deški šoli v Ljubljani. Od leta 1911 dalje je bil na sprva deželnem, kasneje državnem vzgajališču, kjer je leta 1920 postal ravnatelj zavoda, 31. oktobra 1929 pa je bil upokojen. Umrl je dober teden po upokojitvi.

## Dela
Ukvarjal se je predvsem z vzgojo zanemarjene mladine. O tej temi je objavil več strokovnih spisov npr. v Slovencu in v publikaciji Skrbstvena vzgoja (1919) (COBISS)